# Prometheum rechingeri
Prometheum rechingeri är en fetbladsväxtart som först beskrevs av C.-a. Jansson, och fick sitt nu gällande namn av H. 't Hart. Prometheum rechingeri ingår i släktet Prometheum och familjen fetbladsväxter. Inga underarter finns listade i Catalogue of Life.